# Ромбоут Верхюльст
Ромбоут Вергюльст (нід. Rombout Verhulst 15 січня, 1624, Мехелен — 27 листопада, 1698, Гаага) — скульптор з Південних Нідерландів доби бароко.

## Життєпис, рані роки
Народився в місті Мехелен. Первісну художню освіту здобув в майстернях  скульпторів Ромбоута Верстаппена та Франса ван Лоо. На ранні твори скульптора мали вплив твори талановитого мехеленського скульптора Луки Файдерба, але точних відомостей про навчання у Файдерба не знайдено. Майстерність Вергюльста була настільки високою, що припускають його відвідини Італії і Риму у період 1646—1654 роках, хоча документів про подорож до Італії не знайдено.
Відомо, що перші надгробки він робив за малюнками інших майстрів (Артус Квеллінус старший, Віллем де Кейзер ). Не зрозуміло, чи була на те воля впливових багатіїв-замовників, чи молодий майстер первісно довіряв розробку проектів авторитетним майстрам.

## Праця в Амстердамі
1646 року він відбув у місто Амстердам, де працював в команді скульптора Артуса Квеллінуса старшого (1609—1668)  над декоруванням нової ратуші. Серед творів цього періоду — декоративні рельєфи для нової ратуші Амстердама «Венера», «Алегорія мовчання», «Алегорія відданості» та ін.

## Праця в Лейдені
1658 року він відбув у місто Лейден, де мав замови на геральдичні щити, рельєфи для декількох суспільно значущих споруд міста. В Лейдені виконав також декілька нагробків. Вергюльст виказав таку майстерність та різноманітність композицій, що мимоволі посів провідні позиції у меморіальній пластиці в другій половині XVII ст. у Голландії і в Південних Нідерландах.

## Художня манера
У рисах його обдарування мало якостей інтернаціонального стилю бароко, що панував у Західній Європі від Італії та Франції до німецьких князівств, незважаючи на дотримання вимог стилю бароко (монументальність, використання алегорій тощо). Вергюльст використовував досить повно національну традицію праці з чорним і білим мармуром, їх контрастним сполученням, відому і у творах інших національних майстрів. Але додав до неї нові знахідки панівного стилю доби.
Незважаючи на впливи творів Берніні і Франсуа Дюкенуа з їх римським динамізмом, твори Ромбоута Вергюльста малорухомі, стриманіші, з додатком пишних декоративних деталей ( картуши, герби, орнаментальні вставки, військові трофеї), котрі теж перебувають в спокійному стані. У надгробках присутня традиційна фігура померлого в розкішних обладунках чи модному одязі у стані вічного сну, тоді як на стіні він створював пишну декорацію в національній традиції могутніх та плодючих сил природи чи людського таланту («Надгробок Яна ван Ґалена», Нова церква, Амстердам).

## Гаага, останні роки
Згодом його активна праця в Голландії вщухає і він оселяється 1663 року в місті Гаага, де була зосереджена більша частина фламандської аристократії та багатих замовників. 1668 року він був прийнятий у гільдію міста Гаага.

## Учні скульптора Вергюльста
- Ян Блумендаль (нід. Jan Blommendael)
- Ян Еббелар (нід. Jan Ebbelaer бл. 1666-1706)

## Вибрані твори
- «Алегорія Скромності»
- «Алегорія Сумлінності»
- «Флора»
- «Алегорія чуми», 1660,  Лейден

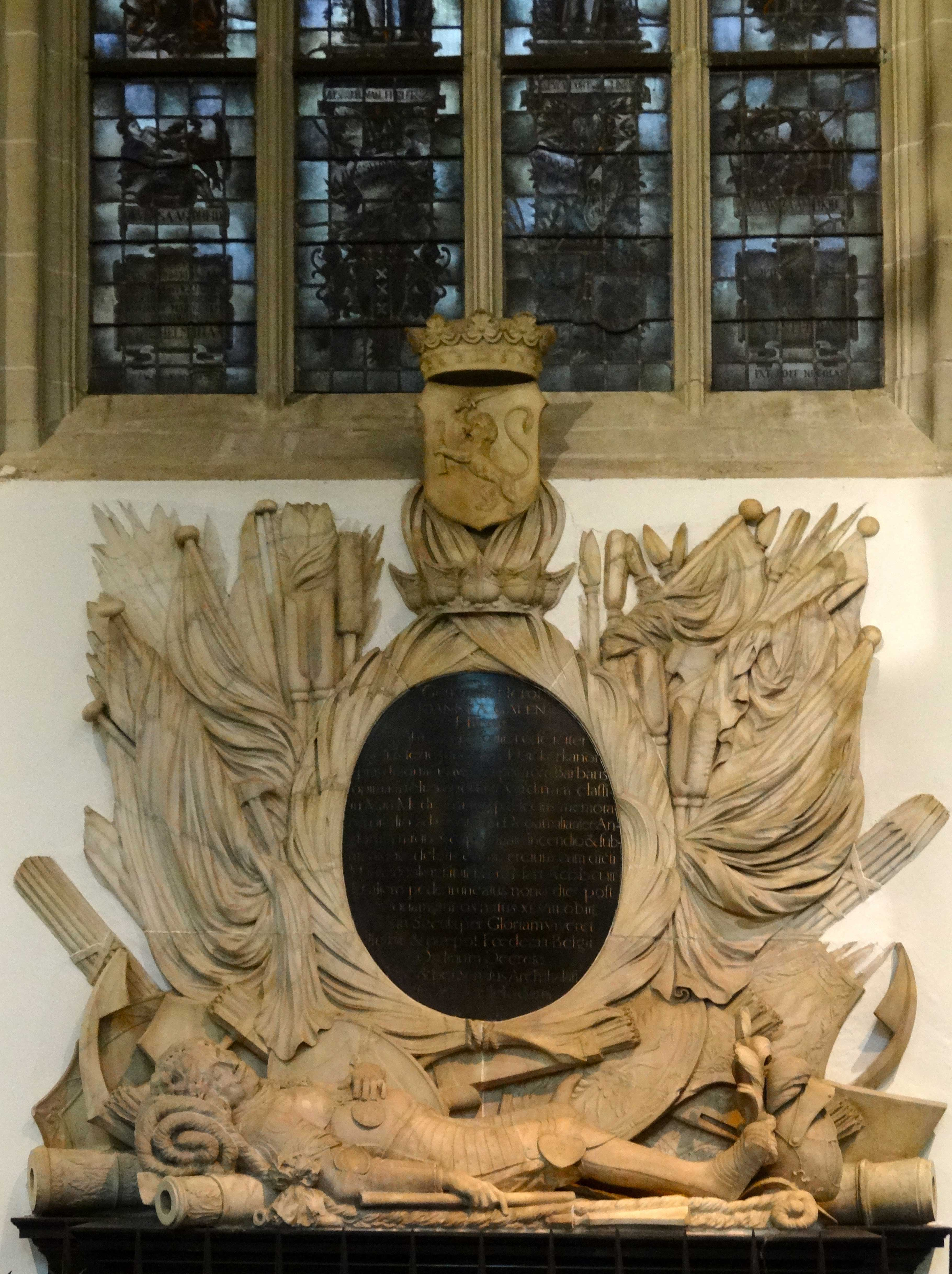
Ромбоут Вергюльст. «Надгробок Яна ван Ґалена», Нова церква, Амстердам.

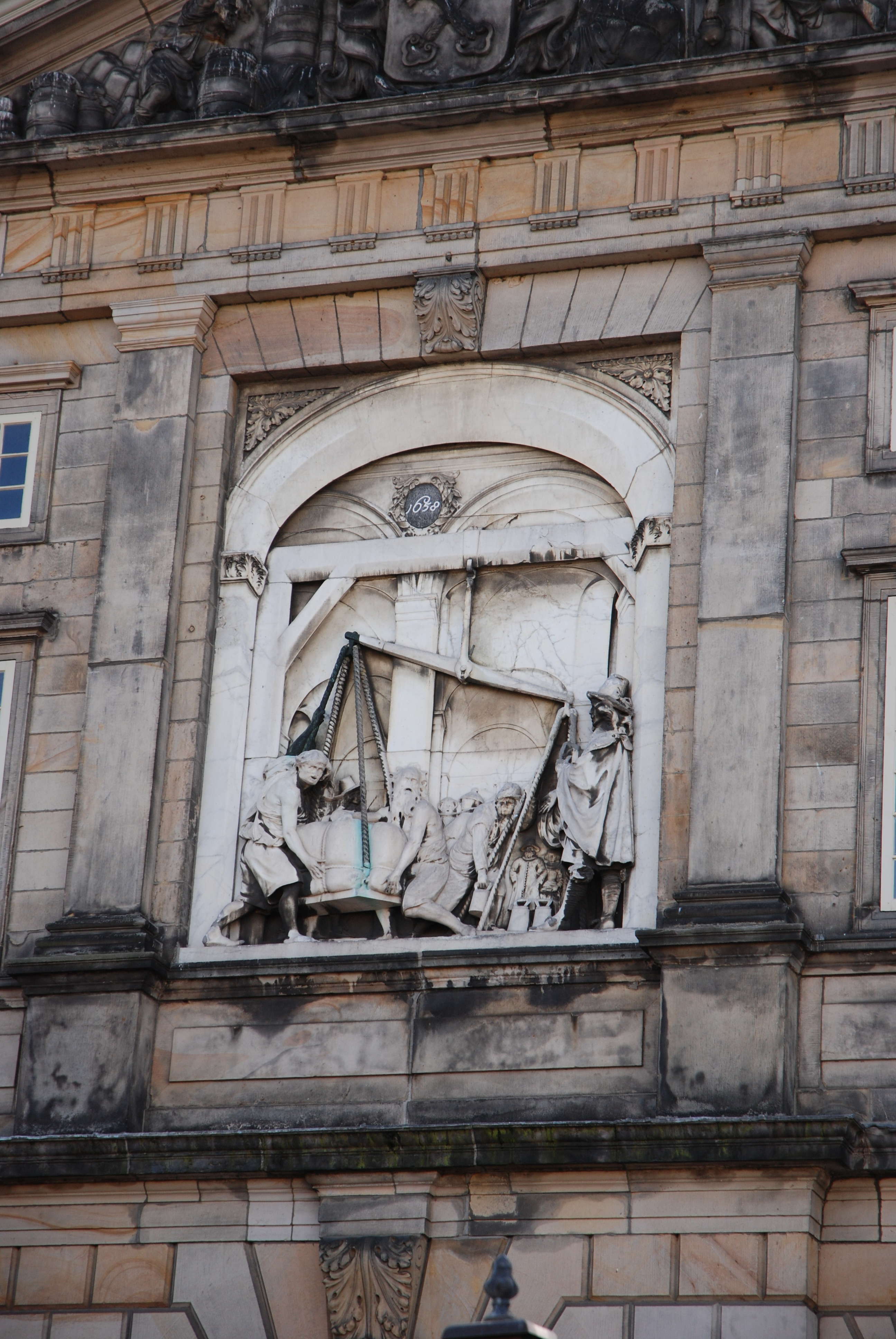
рельєф «Контрольні терези »,Лейден

- «Лев» (декоративна скульптура), 1662, Лейден
- рельєфи для нової ратуші Амстердама «Венера», «Алегорія мовчання», «Алегорія відданості»
- «Надгробок Віллема ван Льєра та Марії ван Рейгерсберх »
- «Надгробок Йогана Поліандера Керкховена», 1663, Пітерскерк, Лейден
- «Якоб ван Рейгерсберг», погруддя, 1671, Музей Гетті, Каліфорнія
- «Надгробок Яна ван Ґалена», 1665, Нова церква, Амстердам
- рельєф «Контрольні терези», Лейден
- «Надгробок Адріана Сланта», 1672, церква, Штедум
- «Ісаак Свірс», епітафія, Удекерк, Амстердам
- «Віллем Джозеф ван Гент», 1676, надгробок, Катедральний собор, Утрехт
- «Надгробок адмірала Міхіля де Рейтера», 1681, Нова церква, Амстердам
- «Надгробок Йогана і Корнеліса Еверстейнів», Мідделбург

## Галерея обраних скульптур

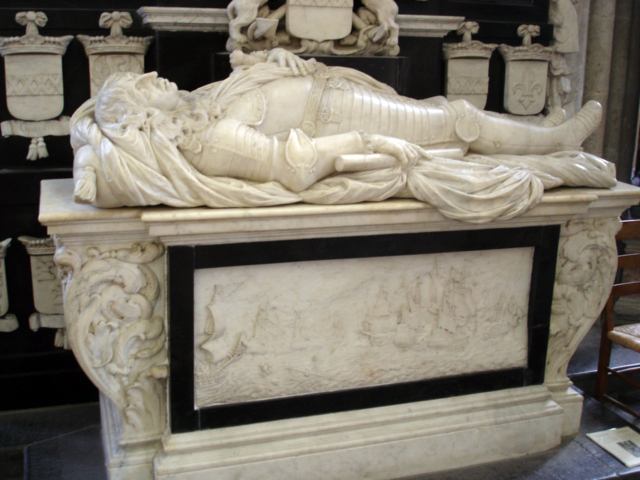
« Віллем Джозеф ван Гент », 1676, надгробок, Катедральний собор, Утрехт

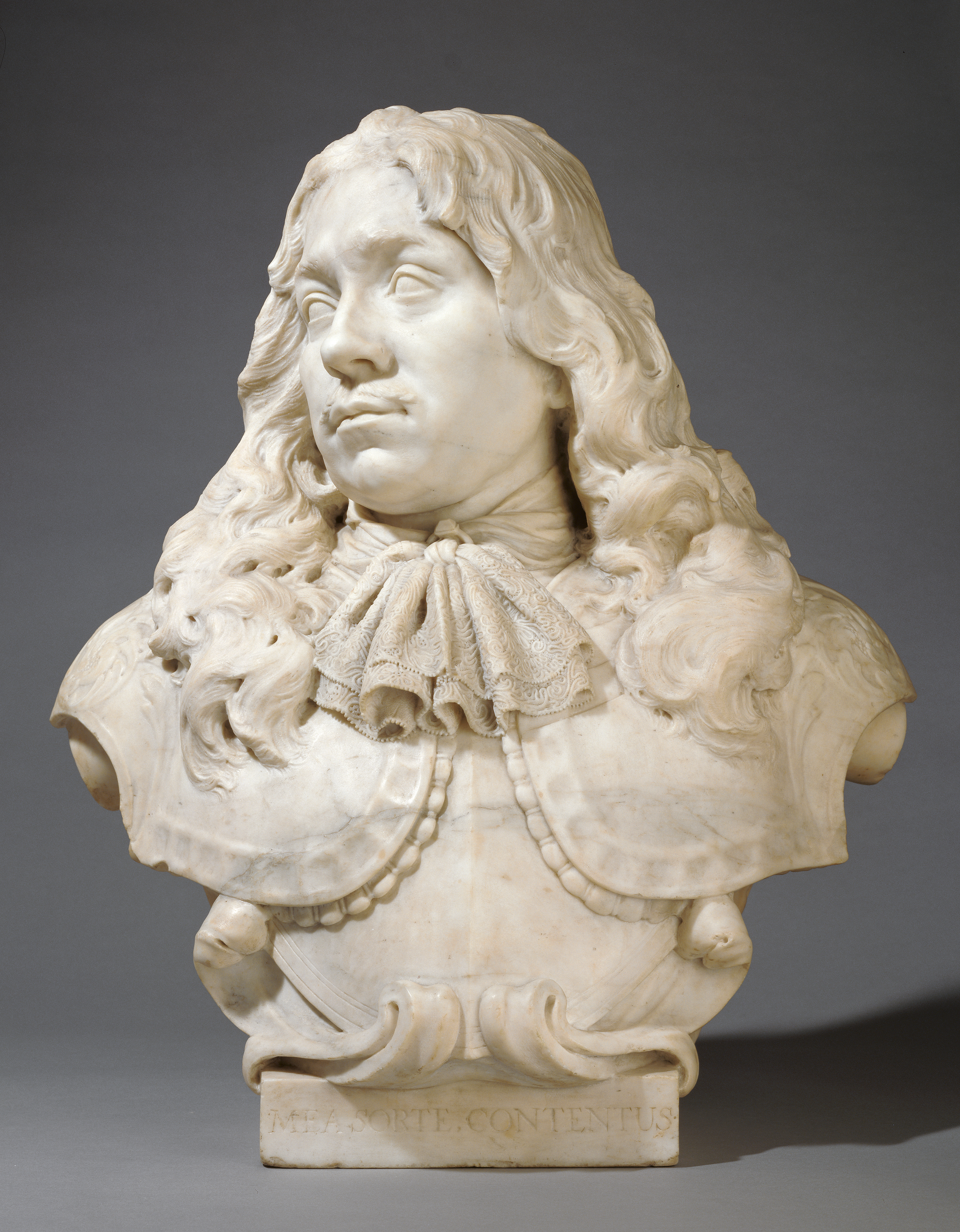
« Якоб ван Рейгерсберг », 1681, Музей Гетті, Каліфорнія
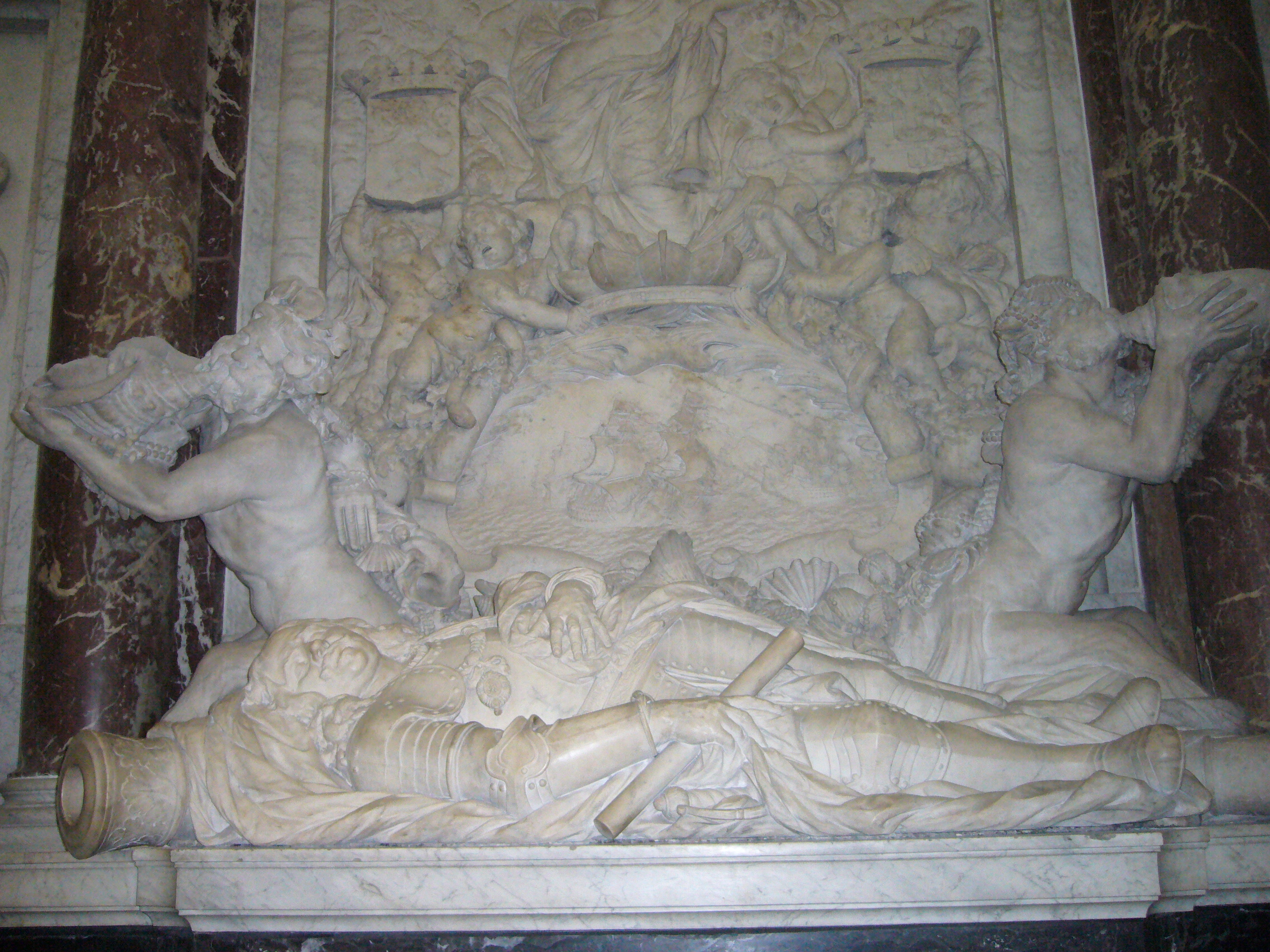
« Надгробок адмірала Міхіля де Рейтера» (центральна  частина з тритонами), 1681, Нова церква, Амстердам
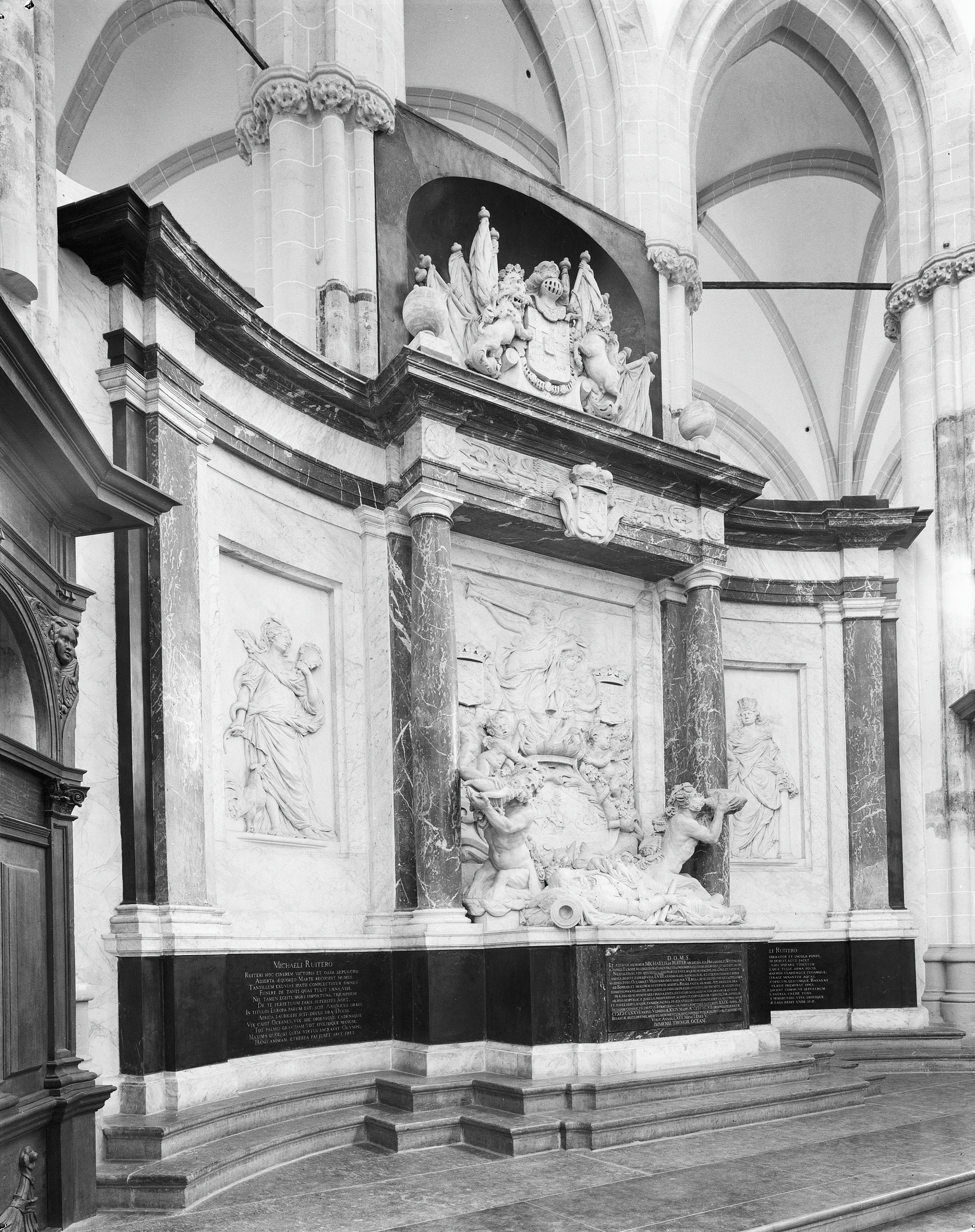
Декоративний надгробок адмірала Міхіля де Рейтера, загальний вигляд
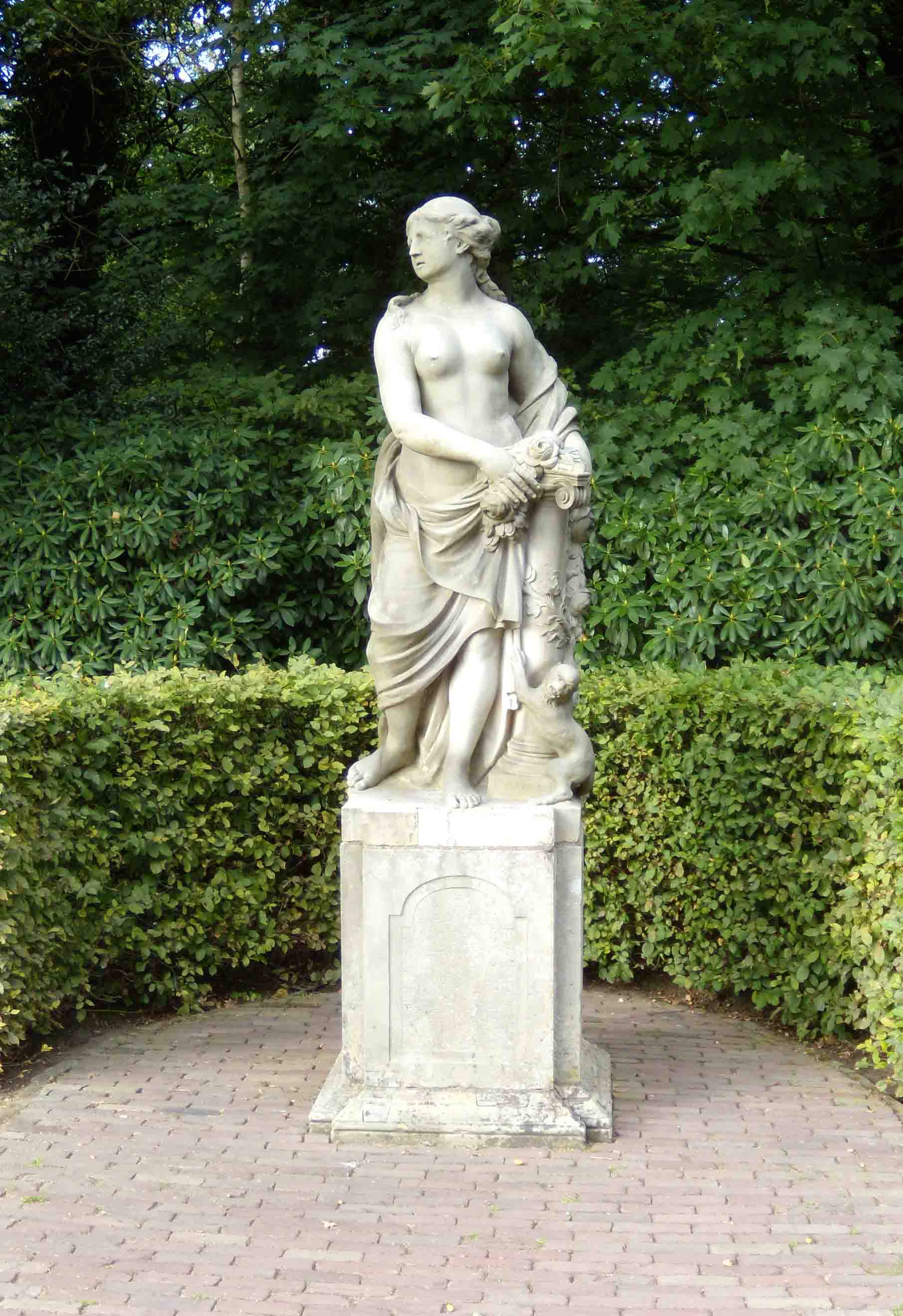
«Садова скульптура Флора», Парк-заповідник Яхтхюйс Сент Губерт